# Nafazolina
Nafazolina é um vasoconstritor que atua como agonista dos receptores adrenérgicos alfa 1.
Empregado para diminuição do inchaço em membranas mucosas. Geralmente utilizado para diminuir a congestão nasal. O Cloridrato de Nafazolina é dotado de rápida e prolongada ação vasoconstritora. Seu efeito, geralmente manifesta-se em poucos minutos após o seu uso e em geral perdura por várias horas. É usado em combinação com fosfato de antazolina em colírios para afeções oculares e também como anti-inflamatório e antialérgico.